# مومن أباد (كوه بنج)
مومن أباد (بالفارسية: مومن‌آباد) هي قرية تقع في إيران في البلدة المركزية. يقدر عدد سكانها بـ 170 نسمة .